# 鬼牌

小丑牌

鬼牌，又稱小丑牌、百搭牌、Joker，香港稱為皇牌，是54張撲克牌中的其中兩張，代號星（★或★），編號Joker/J，有替換牌、百搭牌及王牌的作用。現代的撲克牌通常都有此牌，但事實上這兩張牌並不是一開始就存在。

## 歷史
來自德國類似斯卡特的尤克遊戲。十九世紀左右，一些遊戲牌廠家開始在法國塔羅牌中加入第53張牌，當時此牌的作用只是作為空白替換牌（Spare Card，當主牌中的某張牌丟失後，可以用這張牌替換)、廣告或是規則牌。當時，這張牌稱為Extra card。
由於有很多撲克廠家在製成品加入廣告牌，使得很多套撲克牌變成53張，隨之產生多種用53張牌玩的撲克牌玩法。其中在美國的密西西比州出現的一種使用53張牌的遊戲，很快就風靡整個北美洲。
Joker這個稱呼出現在1860年到1880年間，據專家考證，這和塔羅牌的愚者（The Fool）有關，因為0和此牌一樣，並不是主流號碼；亦有人說，這個稱呼是與當時的一種牌戲有關。無論如何，這種稱呼最終成為標準。 
1900年以後，大部分的撲克廠家生產的撲克都帶有一張Joker。早期Joker的標記並不印刷在牌角，而是印刷在小丑圖案的下，使用The Jolly Joker作牌名，其後簡化為The Joker及Joker，並把這個字印刷在牌角，甚至簡化成J或五角星（★或★，和巫術有關)。Joker的圖案一般是小丑形象。現在牌中的Joker已經不一定是小丑，而是卡通、動物等等，加添色彩。
在20世紀初，撲克中出現第二張Joker，形成現在的54張撲克。
兩張Joker通常分彩色、單色。在中國稱用彩色的鬼牌為大王，另外一張單色的鬼牌稱為小王。
二戰後，隨著牌戲的發展，歐洲出現了使用更多鬼牌的遊戲牌，現在流行於丹麥及德國的一種牌戲Zwicker就需要6張鬼牌，最多的一副甚至有8張鬼牌。